# Ksenia Sobtchak
Ksenia Anatolievna Sobtchak (en russe : Ксения Анатольевна Собчак), née le 5 novembre 1981 à Léningrad (aujourd'hui Saint-Pétersbourg), est une personnalité de la télévision et de la radio russe ; elle est depuis quelques années engagée en politique.

## Biographie

### Origines et études
Elle est la fille d'Anatoli Sobtchak, premier maire élu de Saint-Pétersbourg, et de Lioudmila Naroussova, membre du Conseil de la fédération (sénatrice, évincée de son poste en 2006 en raison de l'activité politique de sa fille et pour avoir participé à une manifestation déclarée illégale par le gouvernement, protestant contre des lois qu'elle jugeait répressives).
Ksenia Sobtchak suit des études en sciences politiques à l'Institut d'État des relations internationales de Moscou.

### Carrière dans les médias
Femme d'affaires, elle fait fortune après la chute de l'Union soviétique et l'émergence des oligarques qui rachètent pour peu d'argent les entreprises d'État récemment privatisées. Elle déclare a posteriori : « Oui j'ai participé au pillage de la Russie. Comment aurais-je pu résister ? J'ai fait du fric comme tout le monde au vu des possibilités de l'époque ». En 2011, Forbes évalue ses revenus à 2,8 millions de dollars.
Elle anime plusieurs programmes télévisés comme Top models à la russe et GosDep sur une chaîne expérimentale du câble. Elle se fait connaître du public en animant l'émission de téléréalité Dom-2, diffusée sur la chaîne de télévision russe TNT pendant huit saisons au début des années 2000. Très active dans la jet-set de son pays (elle a posé seins nus pour le Playboy russe et a participé à de nombreuses soirées avec des millionnaires), elle est surnommée la « Paris Hilton russe ».
Après son entrée dans le militantisme politique en 2011, et disposant d'une certaine force de frappe médiatique, en particulier sur Internet (début 2018, cinq millions de personnes la suivent sur les réseaux sociaux), elle devient un leader d'opinion, parcourant le pays pour donner des conférences rémunérées sur « la théorie du succès », « l'évolution de la personnalité » ou encore « le journalisme contemporain ».

### Militantisme politique

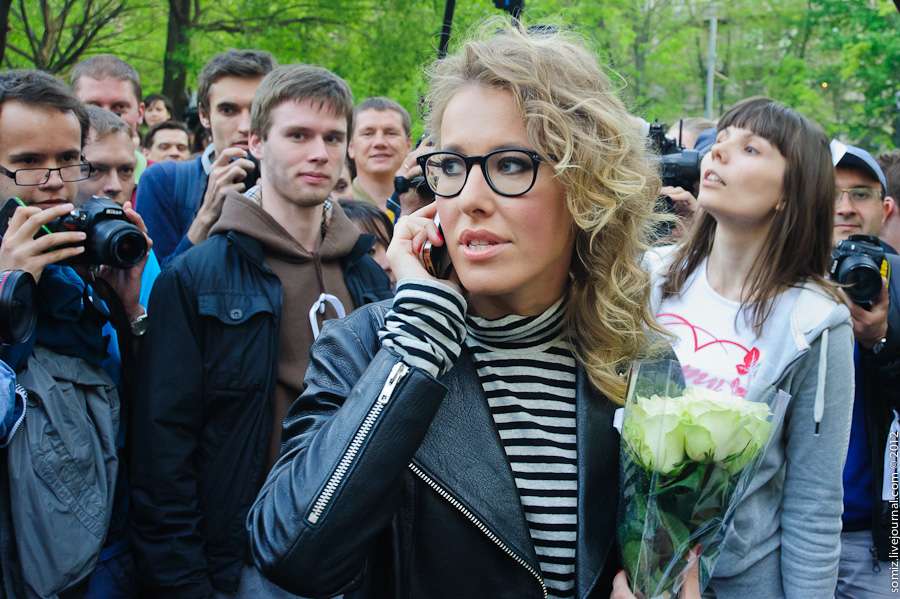
Ksenia Sobtchak lors d'une manifestation en 2012.

En 2006, elle lance un mouvement politique destiné à la jeunesse et qui vise à promouvoir la liberté de la presse et le respect des minorités ethniques. Ce mouvement est considéré par certains comme dirigé en sous-main par le Kremlin.
En octobre 2011, elle poste une vidéo ridiculisant Vassili Iakemenko, fondateur des Nachi, un mouvement pro-Poutine. En décembre, elle rejoint l'opposition à Russie unie et est présente lors des manifestations contestant le résultat des élections législatives, contestant également l'échange de postes entre le Premier ministre Vladimir Poutine et le président Dmitri Medvedev. Son premier discours, le 24 décembre, devant 100 000 manifestants, a été sifflé (plus jamais ensuite) et beaucoup doutent de sa sincérité. Elle estime avoir été évincée de la télévision publique pour avoir soutenu l'opposition. Elle lance trois émissions politiques sur le web qui soutiennent l'opposition.
Lors de l'élection présidentielle de 2012, elle est une observatrice officielle dans des bureaux de vote. Elle dénonce alors des fraudes, vidéo à l'appui, démontrant la facilité de pouvoir voter plusieurs fois dans des circonscriptions différentes. Ces critiques contre le régime contribuent à crédibiliser son rôle d'opposante.
Ses critiques portent sur l'absence de liberté d'expression en Russie, la corruption ou encore la qualité de vie insuffisante, reconnaissant toutefois des points positifs comme la croissance économique et certaines réussites sociales.
En 2012, elle est l'objet d'une perquisition, le FSB saisissant 1 million et demi d'euros en liquide, somme qui aurait servi à financer l'opposition. L'argent lui est finalement rendu.
Elle est membre du conseil de coordination de l'opposition russe (en), qui compte des personnalités de sensibilité politique très diverses, dont entre autres Boris Nemtsov, Sergueï Oudaltsov, Alexeï Navalny et Garry Kasparov. L'ex-oligarque Mikhaïl Khodorkovski, considéré comme un prisonnier politique, la juge comme une « personnalité de l'opposition avec des perspectives ».
Anatoli Sobtchak est le mentor politique de Vladimir Poutine et une relation très étroite les liait. Selon certaines sources, Poutine serait le parrain de Ksenia Sobtchak. Elle a toujours remercié Poutine de l'aide que ce dernier a apportée à sa famille dans des instants difficiles et reconnaît ce conflit entre ses origines et ses convictions politiques. Elle reconnaît qu'« à cause des liens historiques de ma famille avec Poutine, on m'accuse d'être un agent du Kremlin ou du FSB infiltré dans l'opposition ! » alors que son nouveau positionnement agace dans les milieux pro-Poutine, qui estiment que Ksenia Sobtchak les a trahis.

#### Candidate à l'élection présidentielle de 2018

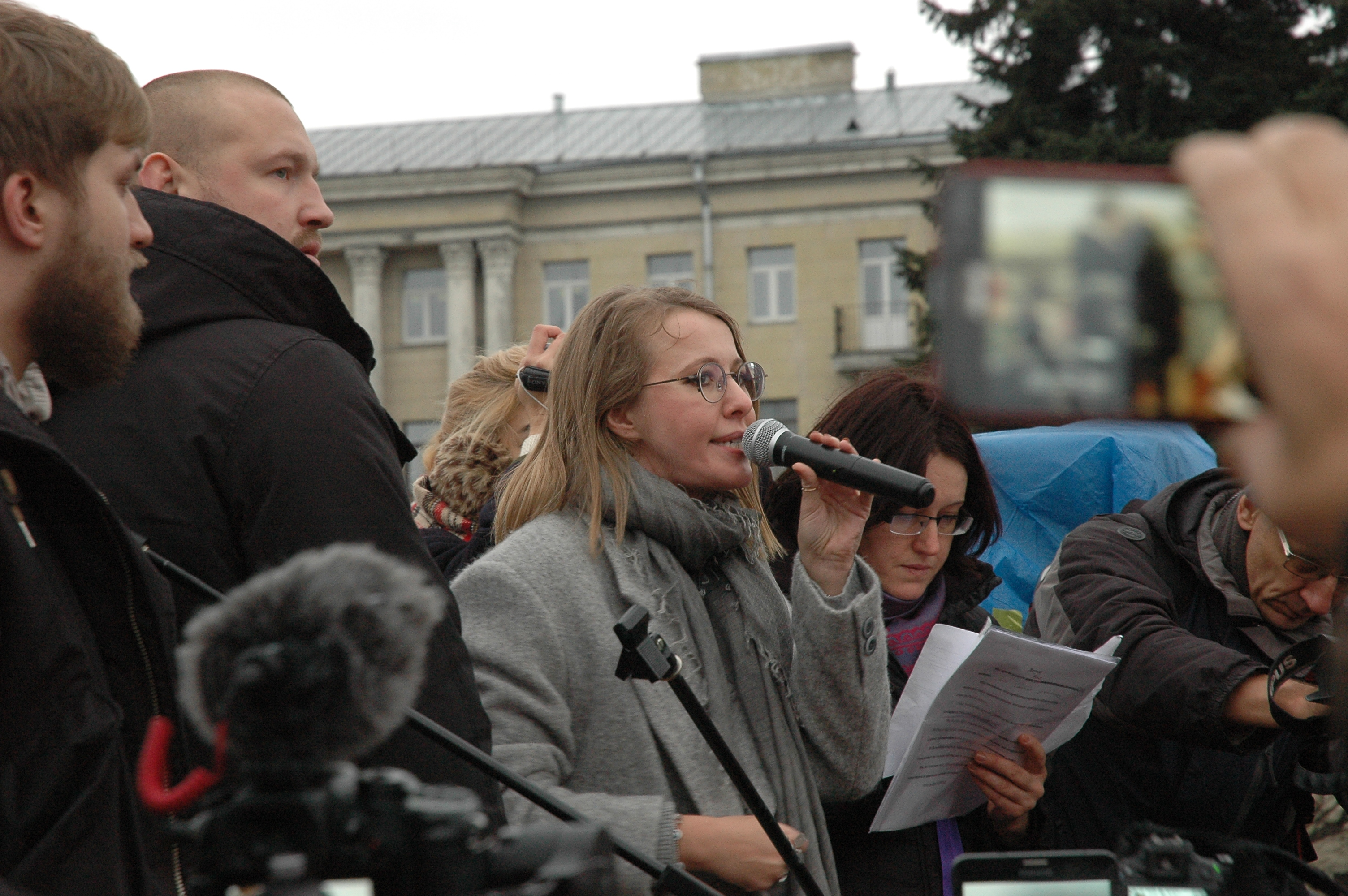
Ksenia Sobtchak pendant sa campagne présidentielle.

En octobre 2017, elle se déclare candidate pour la prochaine élection présidentielle russe, qui se déroule le 18 mars 2018. Elle se déclare « contre toutes » les personnalités politiques russes. Pour l'opposant Alexeï Navalny, empêché de se présenter, il s'agit d'une candidature lancée par le Kremlin : « Leur idée est simple, ils ont besoin d'une caricature de candidat libéral. Ils me traitent de criminel et mettent en avant Ksenia Sobtchak ». Pour le dirigeant communiste Guennadi Ziouganov, « sa candidature fait tourner la prochaine élection à la farce tragique ». Cette candidature est mise en parallèle avec celle de l'oligarque Mikhaïl Prokhorov lors de l'élection présidentielle de 2012, suscitée par l'exécutif, et qui avait finalement obtenu seulement 8 % des suffrages. Certains politologues estiment que Ksenia Sobtchak, en participant à cette élection, souhaite retrouver une virginité médiatique et retrouver un poste à la télévision d'État, où elle ne peut plus pour l'instant travailler.
Cependant, elle se fait très critique à l'égard de Vladimir Poutine, s'en prenant à son « système », à l'annexion de la Crimée ou encore à l'absence de pluralisme politique en Russie. Hostile à la rhétorique militariste du président, elle déclare ne pas vouloir voir son fils d'un an « grandir dans un monde en guerre » ; selon elle, « plutôt que se retrouver aux côtés de pays comme la Corée du Nord et le Venezuela, la Russie ferait mieux d’intégrer l’Otan ».
Sa candidature ne séduit pas au-delà des métropoles et des banlieues huppées, la journaliste Margarita Simonian estimant que ses positions « sont en tout point contraires à celles de la majorité des Russes, que ce soit dans le domaine de la gouvernance ou de la politique familiale ». Secondée par Vitali Shliarov, un spin doctor qui a travaillé à la campagne de Barack Obama en 2012 et à celle de Bernie Sanders en 2016, elle est toutefois la cible des autres candidats quant à sa crédibilité politique. Le nationaliste Vladimir Jirinovski l'a ainsi traitée de « pute », ce à quoi elle a réagi en lui lançant un verre d'eau au visage.
Elle termine en quatrième position, avec 1,68 % des voix.

### Accusations de racisme
En 2020, lors des manifestations antiracistes aux États-Unis, Ksenia Sobtchak fait plusieurs publications et déclarations jugées racistes par certains. À la suite de ces accusations, le constructeur automobile allemand Audi, alarmé déjà avant cette polémique par la personnalité « de plus en plus polarisante » de la star, rompt son contrat publicitaire avec elle.

### Tentative d'assassinat
Sobtchak s'oppose à l'invasion de l'Ukraine par la Russie. Le 15 juillet 2023, le FSB russe affirme avoir empêché l'assassinat de Ksenia Sobtchak par un groupe recruté par l'Ukraine.

## Vie privée
Elle a été en couple avec Ilia Iachine, une figure de l'opposition.
De 2013 à 2019, elle est mariée avec Maxime Vitorgan (ru), un acteur de télévision dont le père était une gloire du cinéma soviétique. Ils ont ensemble un fils, Platon, né en 2016.
Le 13 septembre 2019, elle épouse Konstantin Bogomolov (ru), metteur en scène russe, avec qui elle entretient une relation amoureuse depuis un an.
Elle dispose d'un passeport américain.
En 2022, Sobtchak déménage en Israël et reçoit la nationalité israélienne (un grand-père de Sobtchak est juif et en vertu de la Loi du retour israélienne, elle peut obtenir la nationalité israélienne).

## Filmographie
- Le Meilleur film (ru), 2007
- Hitler est kaput !, 2008
- Rjevski contre Napoléon, 2012